# The Sunshine Underground (album)
Albums de The Sunshine Underground
Nobody's Coming to Save You
(2010) Luminescent
(2016)
Singles
1. Don't Stop
Sortie : 3 mars 2014

The Sunshine Underground est le troisième album studio du groupe britannique de rock indépendant The Sunshine Underground publié le 19 mai 2014.

## Liste des chansons
| No  | Titre                | Durée |
| --- | -------------------- | ----- |
| 1.  | Start                | 5:54  |
| 2.  | Finally We Arrive    | 4:09  |
| 3.  | Nothing to Fear      | 3:53  |
| 4.  | Don't Stop           | 5:06  |
| 5.  | Battles              | 7:07  |
| 6.  | Nightlife            | 4:21  |
| 7.  | The Same Old Ghosts  | 6:26  |
| 8.  | It Is Only You       | 6:07  |
| 9.  | Turn It On           | 3:29  |
| 10. | Here Comes the Storm | 4:55  |